# Kimi wa Kanata
Kimi wa Kanata (君は彼方) là một bộ phim anime của Nhật Bản năm 2020 do Sena Yoshinobu đạo diễn và biên kịch. Bộ phim do Digital Network Animation sản xuất và có sự tham gia của hai diễn viên lồng tiếng chính gồm Matsumoto Honoko và Seto Toshiki. Phim được ra mắt vào ngày 27 tháng 11 năm 2020

## Nội dung
"Bộ phim giả tưởng dành cho độ tuổi thanh thiếu niên lấy bối cảnh tại quận Ikebukuro của Tokyo, tập trung vào hai người bạn thời thơ ấu tên là Mio và Arata. Mio có tình cảm với Arata và luôn nghĩ về cậu, nhưng chưa bao giờ dám nói cảm xúc của mình. Ngày nọ, cả hai xảy ra một cuộc tranh cãi, không lâu sau Mio quyết định làm hòa với Arata. Khi đến tìm Arata dưới trời mưa, Mio không may gặp tai nạn giao thông. Khi cô tỉnh lại, cô thấy mình ở một thế giới xa lạ."— Phần giới thiệu nội dung trên trang mạng chính thức của phim

## Lồng tiếng
| Nhân vật                       | Tiếng Nhật                  |
| ------------------------------ | --------------------------- |
| Miyamasu Mio (宮益 澪)         | Matsumoto Honoko            |
| Kishimo Arata (鬼司如 新)      | Seto Toshiki                |
| Orika (織夏)                   | Tsuchiya Anna               |
| Kiku-chan (菊ちゃん)           | Hayami Saori                |
| Gimon (ギーモン)               | Yamadera Kōichi, Ōtani Ikue |
| Madoka (円佳)                  | Ogura Yui                   |
| Miyamasu Sachi (宮益 沙智)     | Sendō Nobuko                |
| Mogari (殯)                    | Takenaka Naoto              |
| Mori Obā-chan (森おばあちゃん) | Natsuki Mari                |